# Selma (Alabama)
Selma is een plaats (city) in de Amerikaanse staat Alabama, en valt bestuurlijk gezien onder Dallas County. Het stadje werd in de hele wereld bekend vanwege de 'Mars op Selma' in maart 1965 voor gelijke burgerrechten onder leiding van dr. Martin Luther King en zijn toespraak How long? Not long!. De eerste twee geweldloze marsen werden door de lokale politie tegengehouden dan wel met bruut geweld uiteengeslagen. De derde mars met zo'n 30.000 deelnemers was wel succesvol (in 2014 verfilmd als "Selma").

## Demografie
Bij de volkstelling in 2000 werd het aantal inwoners vastgesteld op 20.512.
In 2006 is het aantal inwoners door het United States Census Bureau geschat op 19.265, een daling van 1247 (-6.1%).

## Geografie
Volgens het United States Census Bureau beslaat de plaats een oppervlakte van
37,4 km², waarvan 35,9 km² land en 1,5 km² water. Selma ligt op ongeveer 38 m boven zeeniveau.

## Plaatsen in de nabije omgeving
De onderstaande figuur toont de plaatsen in een straal van 40 km rond Selma.

## Geboren
- Jeff Sessions (1946), politicus
- Mia Hamm (1972), voetbalster

## Galerij

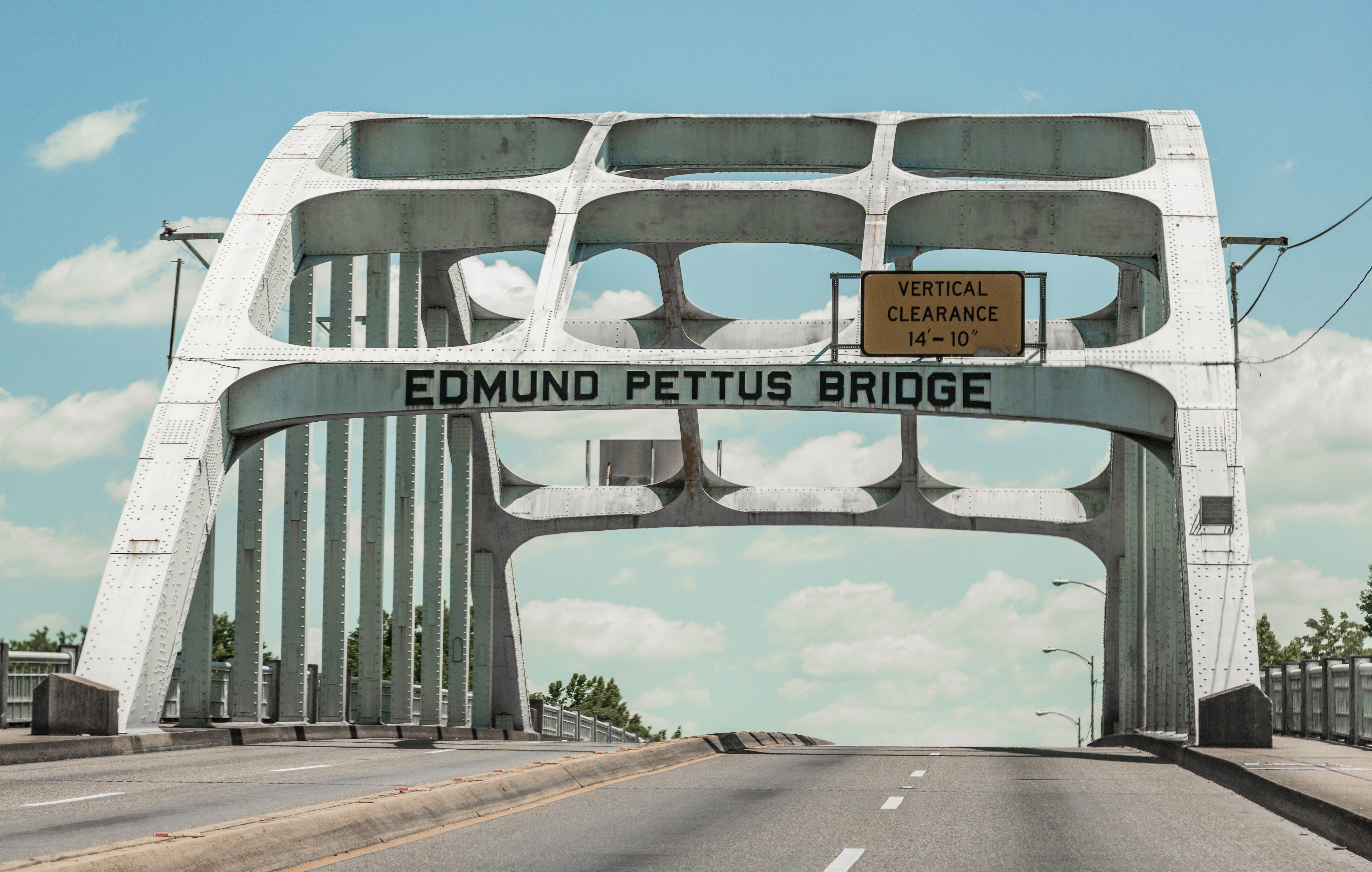
Edmund Pettus brug in Selma